# Portunus gibbesii
Portunus gibbesii är en kräftdjursart som först beskrevs av William Stimpson 1859.  Portunus gibbesii ingår i släktet Portunus och familjen simkrabbor. Inga underarter finns listade i Catalogue of Life.